# Teodor Oizerman
Teodor Ilitch Oizerman (en russe : Теодор Ильич Ойзерман), né le 1er mai 1914 (14 mai 1914 dans le calendrier grégorien) à Petrovirivka (en) (Empire russe, aujourd'hui dans l'oblast d'Odessa, Ukraine) et mort le 25 mars 2017 à Moscou (Russie), est un philosophe russe.

## Récompenses et distinctions
- Prix d'État d'URSS
- Ordre de l'Étoile rouge
- Ordre de l'Insigne d'honneur
- Ordre du Drapeau rouge du Travail
- Ordre de la Révolution d'Octobre
- Ordre de la Guerre patriotique de 2e classe
- Ordre de l'Amitié